# Śmiech

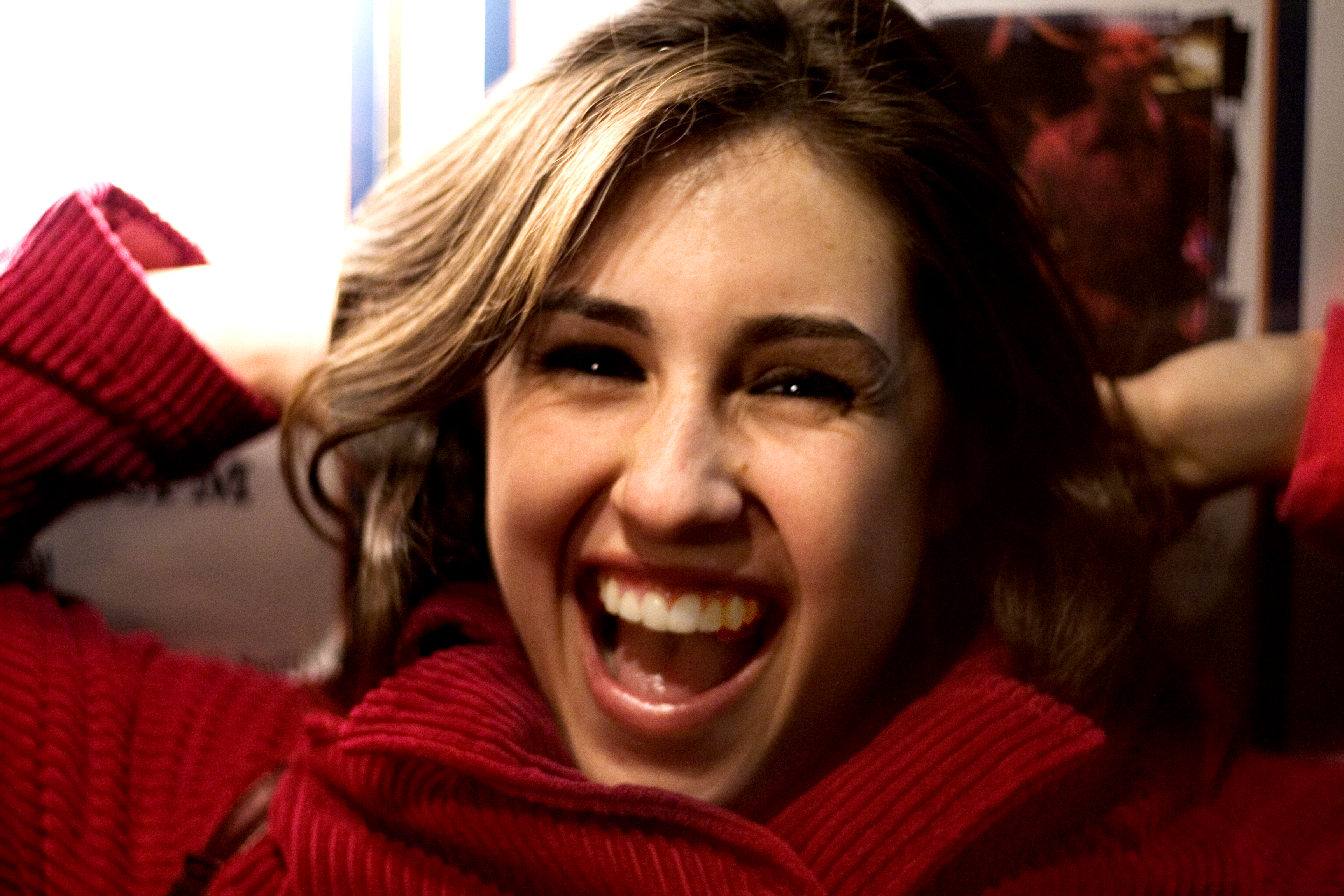
Śmiech

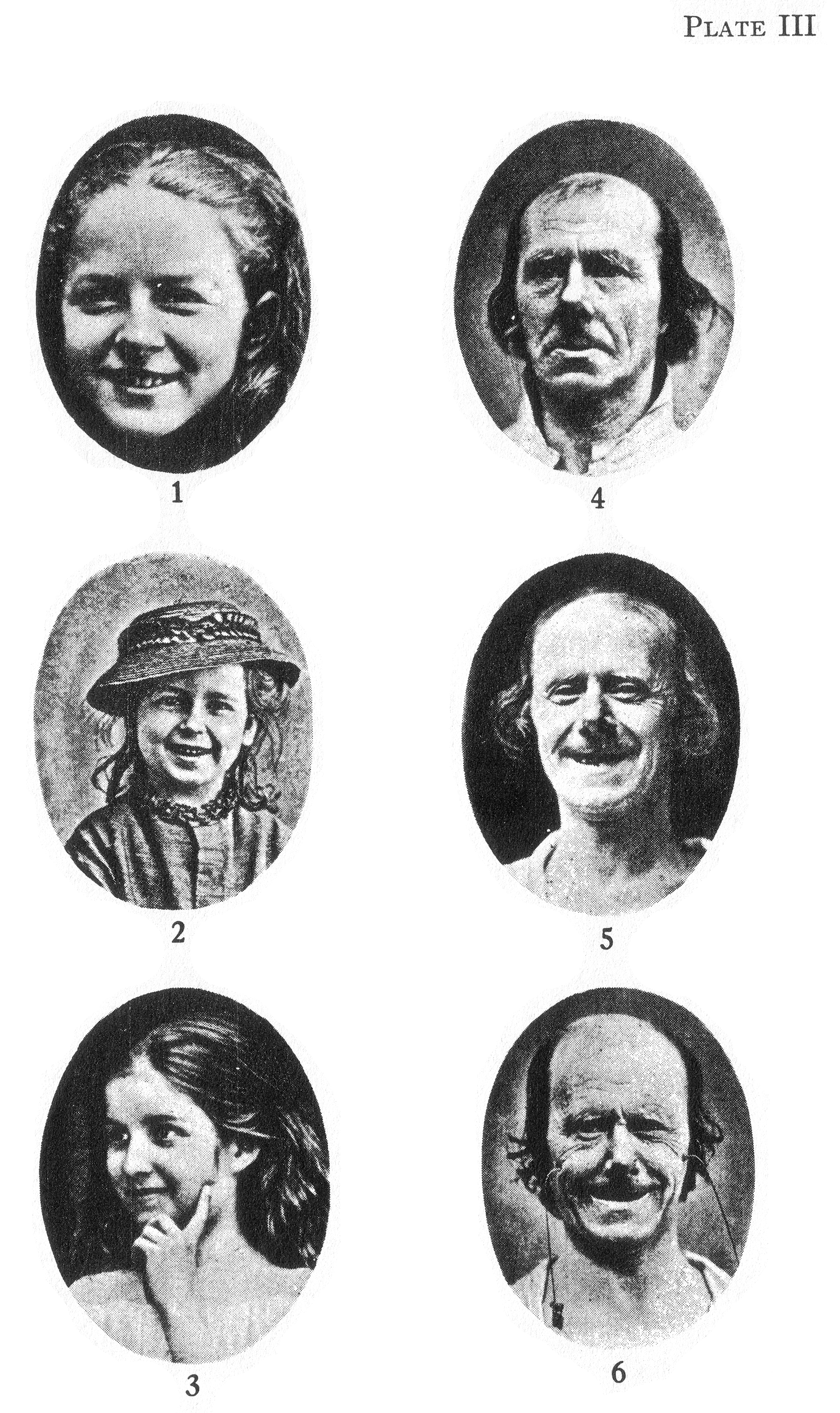
Ilustracja z książki Darwina, The Expression of the Emotions in Man and Animals (1872)

Śmiech – w fizjologii wyraz twarzy, w psychiatrii i psychologii afekt, który jest ekspresją emocji i nastrojów; powstaje przez napięcie mięśni przede wszystkim w okolicach kącików ust, lecz również wokół oczu i opróżnianiu powietrza z płuc. Śmiech jest u ludzi jednym z przejawów radości lub szczęścia, może być jednak również niekontrolowanym przejawem strachu, albo służyć do wykluczania innych przez wyśmiewanie.

## Biologiczne podłoże śmiechu
Śmiech można uznać za niezależną od kultury wrodzoną reakcję, na co wskazuje kilka wskaźników. Żartowanie oraz interpretowanie śmiechu jako szczerego albo nieszczerego są zjawiskami uniwersalnymi, niezależnymi od kultury, podobnie jak „zaraźliwość” śmiechu. Szczerość i nieszczerość intencji dotyczy także uśmiechu. W przypadku uśmiechu nieszczerego prawy kącik ust jest unoszony wyżej niż lewy, co może mieć związek ze słabszym zaangażowaniem prawej półkuli mózgu, silniej związanej z emocjami. Niemożność całkowitej kontroli mimiki dotyczy z kolei adaptacji związanej z wrodzonymi mechanizmami wykrywania oszustów. Dzieci niewidome i głuchonieme również się śmieją, co oznacza, że nie mogły nauczyć się śmiechu poprzez naśladowanie, a pierwsze uśmiechy u niemowlaków pojawiają się między drugim a szóstym miesiącem. Na wrodzoność śmiechu wskazuje również ciągłość filogenetyczna. Poza tym, że występuje on u człowieka, obserwowany jest także u spokrewnionych gatunków, m.in. szympansów i orangutanów.
U zwierząt uśmiech jest często oznaką groźby (pokazywanie zębów) lub uległości. U człowieka może być to reakcja na lęk, zastępująca agresję lub ucieczkę (możliwości wykorzystania tych opcji są znacznie ograniczone ze względu na normy społeczne). Według Jana van Hooffa śmiech jest zachowaniem wywodzącym się z prostego gestu obnażania kłów, który jest obserwowany u wielu ssaków, a związany jest z sygnalizowaniem agresji. W przypadku ludzi jako agresywne traktować można wyśmiewanie skutkujące wykluczeniem z grupy wyśmiewanego. U szympansów przeganianiu intruzów towarzyszy wydawanie odgłosów przypominających ludzki śmiech (urywane dźwięki). Richard D. Alexander zakłada, że wyśmiewanie zbudowane jest na opozycji między wyśmiewanym i wyśmiewającym, w którego trakcie pierwszy traci swoją pozycję społeczną, a drugi ją podnosi. Dowcipy opierające się na stereotypach zwiększają dodatkowo spójność grupy, przyczyniając się do zwiększenia wartości dostosowawczej każdego członka grupy.
Śmiech u ludzi jest bardziej wyczerpujący, gdyż jest zachowaniem na jednym wydechu. Szympansy, śmiejąc się, naprzemiennie wydychają i wdychają powietrze. Możliwość śmiania się na jednym wydechu uwarunkowana jest dwunożnością. Osobniki czteronożne podczas poruszania się mogą wykonywać jeden oddech na „cykl marszu”, ponieważ ciężar ciała oddziałujący na ramię blokuje klatkę piersiową. Czynnik ten jest także ważny dla ewolucji mowy, w szczególności płynnego wypowiadania wielu wyrazów. Clive Gamble, John Gowlett i Robin Dunbar zakładają, że dzięki większemu zaangażowaniu organizmu ma on u ludzi podobne funkcje społeczne jak iskanie występujące u naczelnych, co jest związane ze wzmacnianiem działania endorfin.

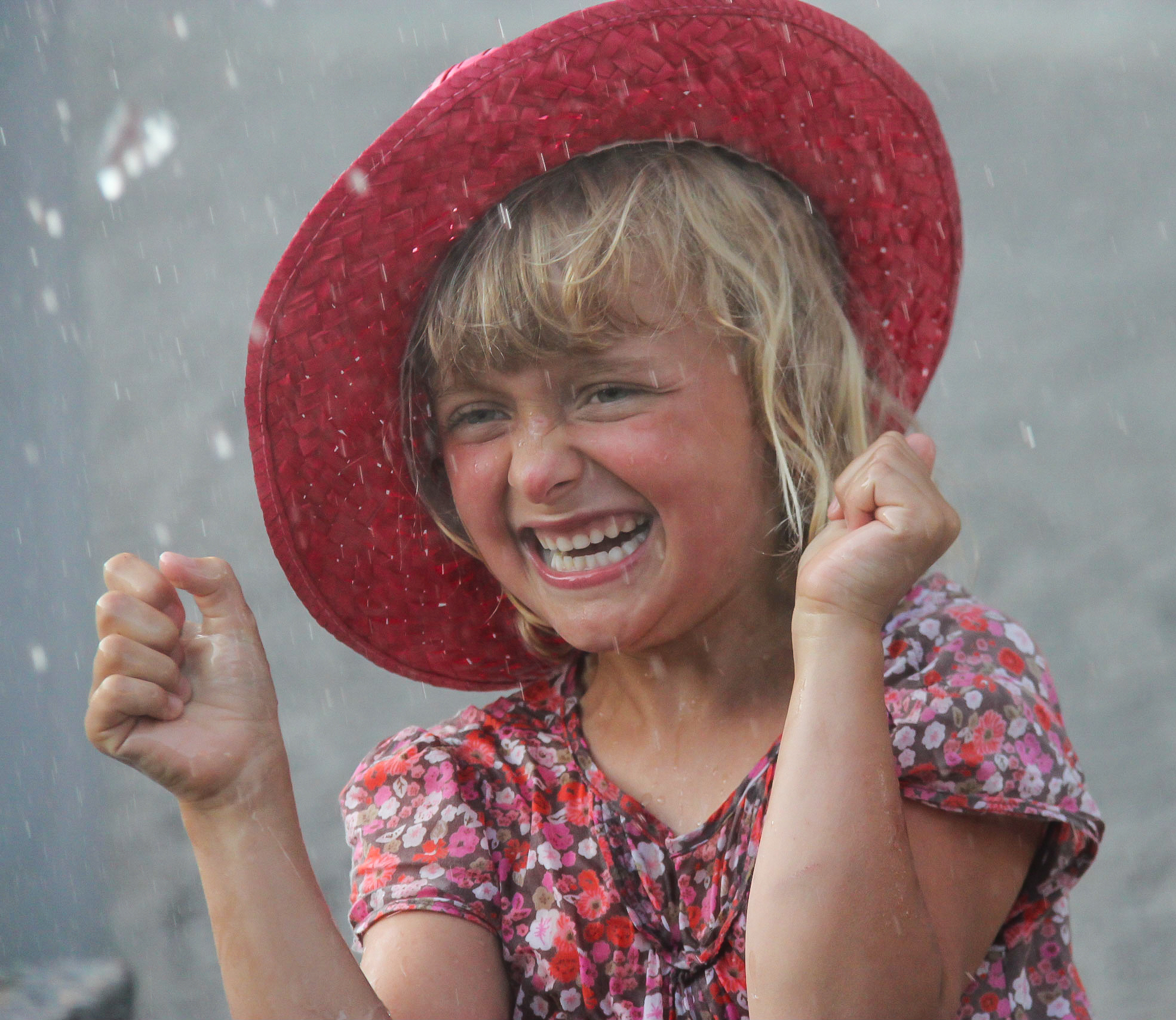
Mała dziewczynka w czerwonym kapeluszu śmieje się podczas zabawy z wodą z fontanny we Francji

## Funkcje śmiechu
Śmiech i uśmiech, podobnie jak muzyka, wiążą się z wydzielaniem endorfiny, która zmniejsza ból fizyczny i cierpienie psychiczne oraz zwiększa poczucie zadowolenia. Wydzielenie endorfin może być reakcją obronną organizmu w sytuacji, gdy odbierze on bodziec, który zinterpretuje jako zagrożenie i się go zlęknie. W badaniach eksperymentalnych u osób, które wykonywały muzykę lub oglądały komedie, śmiejąc się przy tym, zwiększała się granica bólu. W przypadku śmiechu granica bólu jest podnoszona, gdyż jest on wyczerpujący dla organizmu, obciąża przeponę i mięśnie klatki piersiowej oraz prowadzi do opróżnienia płuc.
Śmiech pojawia się jako nagła reakcja i zazwyczaj jest reakcją podzielaną przez innych ludzi np. w sytuacji usłyszenia puenty dowcipu. Występuje on jednak w małych grupach osób wspólnie się śmiejących. Nawet w przypadku widowni śmiejącej się po usłyszeniu dowcipu ze sceny, ogniska śmiechu pojawiają się w grupach liczących do kilku osób, przy czym wskazuje się granicę dla podzielanego śmiechu na poziomie 3 osób. Aby taka nagła reakcja mogła być wzbudzona, konieczne są trzy czynniki – posiadanie przez jednostkę teorii umysłu, empatii oraz skłonności do odczuwania współczucia. Teoria umysłu potrzebna jest, aby móc przyjąć czyjąś perspektywę (bohatera dowcipu) i zrozumieć w puencie, że została ona sfalsyfikowana oraz uświadomić sobie, co taki bohater może myśleć wobec negatywnego zweryfikowania jego przekonania. Empatia pozwala na chwilowe wczucie się w emocje danego bohatera, przy czym przewaga falsyfikacji przekonań bohatera wobec współczucia do niego powoduje, że dowcip jest śmieszniejszy. U dzieci, które nie rozwinęły jeszcze teorii umysłu, śmiech jest oznaką zdrowia i dobrego samopoczucia. Różni się on od śmiechu dorosłych i starszych dzieci tym, że małe dzieci (do piątego roku życia) śmieją się do (kogoś lub czegoś), a nie z (kogoś lub czegoś).
Brzmienie głosu i śmiechu może mieć związek z postrzeganiem atrakcyjności potencjalnego partnera seksualnego. Zarówno u kobiet, jak i u mężczyzn śmiech ma dwukrotnie większą częstotliwość niż głos, przy czym u kobiet może on osiągać częstotliwość do 1000 Hz, a u mężczyzn do 300 Hz. Niskie częstotliwości śmiechu mężczyzn mogą być bardziej atrakcyjne dla kobiet, podobnie jak niższe częstotliwości głosu. Zbyt wysokie częstotliwości śmiechu kobiet są nieatrakcyjne dla mężczyzn, chociaż atrakcyjne są wysokie częstotliwości kobiecego głosu. Kobiety częściej i bardziej żywiołowo śmieją się wśród nieznajomych mężczyzn, aczkolwiek potwierdzające to badania przeprowadzane były bez pomiaru akustycznego, a jedynie opierały się na ocenach subiektywnych.